# Santa Croce e San Bonaventura dei Lucchesi
Santa Croce e San Bonaventura dei Lucchesi, officiellt benämnd Santa Croce e San Bonaventura alla Pilotta, är en kyrkobyggnad i Rom, helgad åt det heliga Korset och den helige Bonaventura. Kyrkan är belägen vid Via dei Lucchesi i Rione Trevi och tillhör församlingen Santi XII Apostoli.
Santa Croce e San Bonaventura är luccesernas kyrka i Rom. 

## Kyrkans historia
Dagens kyrkobyggnad är uppförd på platsen för den medeltida San Nicola de Portiis, uppförd på 800-talet. På 1200-talet byggdes en ny, större kyrka ovanpå denna. År 1536 förlänades kyrkan åt kapucinmunkar. På initiativ av påve Gregorius XIII, ordens beskyddare, byggdes klostret till och en ny kyrka byggdes. Konsekreringen ägde rum den 12 mars 1580. Den helige Felix av Cantalice tillbringade lång tid i klostret. Påve Urban VIII överlät år 1631 kyrkan åt den luccesiska kolonin i Rom, la "Nazione Lucchese dimorante a Roma". På 1680-talet byggdes kyrkan ånyo om, efter ritningar av arkitekten Mattia de Rossi; fasaden är hans verk.
Fasaden har fyra korintiska pilastrar, vilka bär upp ett entablement och ett triangulärt pediment.

## Interiören
Högaltarmålningen framställer il Volto Santo di Lucca, ett träkrucifix, vilket vördas i katedralen i Lucca.
Kyrkans innertak har fyra fresker, utförda av Giovanni Coli och Filippo Gherardi mellan 1673 och 1677: Kejsar Herakleios återför det sanna Korset till Jerusalem, Änglar med Veronicas svetteduk, Änglar med Volto Santo samt Änglar med Kristi pinoredskap.
Kyrkan har sex sidokapell, tre på vardera sida.

### Höger sida
Cappella di Santa Zita
Första sidokapellet på höger hand är invigt åt den heliga Zita. Altarmålningen utgörs av Den heliga Zita, utförd av Lazzaro Baldi, elev till Pietro da Cortona. Kapellet är rikligt dekorerat med polykrom marmor.
Cappella della Santissima Trinità
Det andra kapellet är invigt åt den heliga Treenigheten och har Biagio Puccinis Den Obefläckade Avlelsen, vilken ersatte Pietro Testas Jesu frambärande i templet.
Tredje kapellet på höger hand har målningen Ärkeängeln Rafael, utförd av Agostino Tofanelli, till minne av sonen Raffaele, som avled i ung ålder.

### Vänster sida
Cappella del Santissimo Crocifisso
Första sidokapellet på vänster hand är invigt åt den korsfäste Kristus. Över altaret hänger ett träkrucifix från 1700-talet; sidoväggarna har målningarna Kristi törnekröning och Ecce Homo, utförda av Giovanni Coli och Filippo Gherardi.
Cappella della Regina dei Caeli
Detta kapell är invigt åt Himmelens drottning. Altarmålningen framställer Jungfru Marie kröning och är ett verk av Domenichino. I detta kapell är flera prominenta lucceser begravda.
Cappella di San Bonaventura
Det tredje kapellet är invigt åt den helige Bonaventura. Kapellet var tidigare invigt åt Jungfru Marie himmelsfärd; om detta vittnar altarmålningen Jungfru Marie himmelsfärd och de heliga Hieronymus och Franciskus av Antonino Alberti.
Absiden till den medeltida San Nicola de Portiis kan beskådas i cortilen till Palazzo San Felice vid Via della Dataria.

## Bilder
| - Il Volto Santo di Lucca. |